# Blocus du Haut-Karabagh
Crise frontalière entre l'Arménie et l'Azerbaïdjan de 2021-2022, Conflit frontalier au Haut-Karabagh
Le blocus du Haut-Karabagh est le blocus complet de la république autoproclamée du Haut-Karabagh par les forces armées de l'Azerbaïdjan, de décembre 2022 à septembre 2023, menant à une grave crise humanitaire. Le Haut-Karabagh, peuplé majoritairement d'Arméniens, est entièrement enclavée au sein de l'Azerbaïdjan qui lui est hostile. Depuis la fin de la seconde guerre du Haut-Karabagh en novembre 2020, la seule route pouvant approvisionner le Haut-Karabagh passe par le corridor de Latchine sous contrôle des forces de maintien de la paix russes. Le blocus commence le 12 décembre 2022 lorsque des Azerbaïdjanais bloquent la route dans la zone de l'intersection Chouchi-Dachalti. Le gouvernement azerbaïdjanais présente les bloqueurs comme des militants écologistes indépendants, mais la presse internationale révèle qu'ils sont pilotés en sous-main par les autorités. Les autorités azerbaïdjanaises violent ainsi les accords tripartites signés le 10 novembre 2020 et mettant fin à la seconde guerre du Haut-Karabagh.
Le 13 décembre 2022, l'Azerbaïdjan interrompt également l'approvisionnement en gaz de l'Arménie vers le Haut-Karabagh. Il est rétabli le 16 du même mois, avant d'être définitivement coupé, le 22 mars 2023. À partir d'avril 2023, la circulation routière est entièrement bloquée le long du corridor de Latchine, interdisant toute importation de produits alimentaires ou de médicaments, y compris par des ONG humanitaires. Le blocus prend fin le 19 septembre 2023 avec l'invasion militaire du Haut-Karabagh et l'exode de la population vers l'Arménie par le corridor de Latchine sous le contrôle des forces azerbaïdjanaises. Des historiens et juristes internationaux spécialistes des génocides et relayés par des ONG estiment que ces évènements constituent un génocide.

## Contexte
Le 3 décembre 2022, le siège de l'information du Haut-Karabagh signale qu'un groupe d'Azerbaïdjanais a bloqué l'autoroute Stepanakert-Goris à l'intersection Chouchi-Dachalti. Après que la route a été fermée pendant 4 heures, elle est rouverte, mais l'Azerbaïdjan annonce envoyer des spécialistes sur les lieux où se trouvent les forces de maintien de la paix russes.
Le 10 décembre, les ministères de l'Économie et de la Protection de l'environnement et des ressources naturelles de l'Azerbaïdjan publient une déclaration conjointe, selon laquelle l'Azerbaïdjan commence des observations environnementales sur le territoire du Haut-Karabagh. Le même jour, un groupe d'Azerbaïdjanais tente d'entrer dans la mine de Kashen, mais le personnel de sécurité de la mine l'en empêche.

## Déroulement du blocus

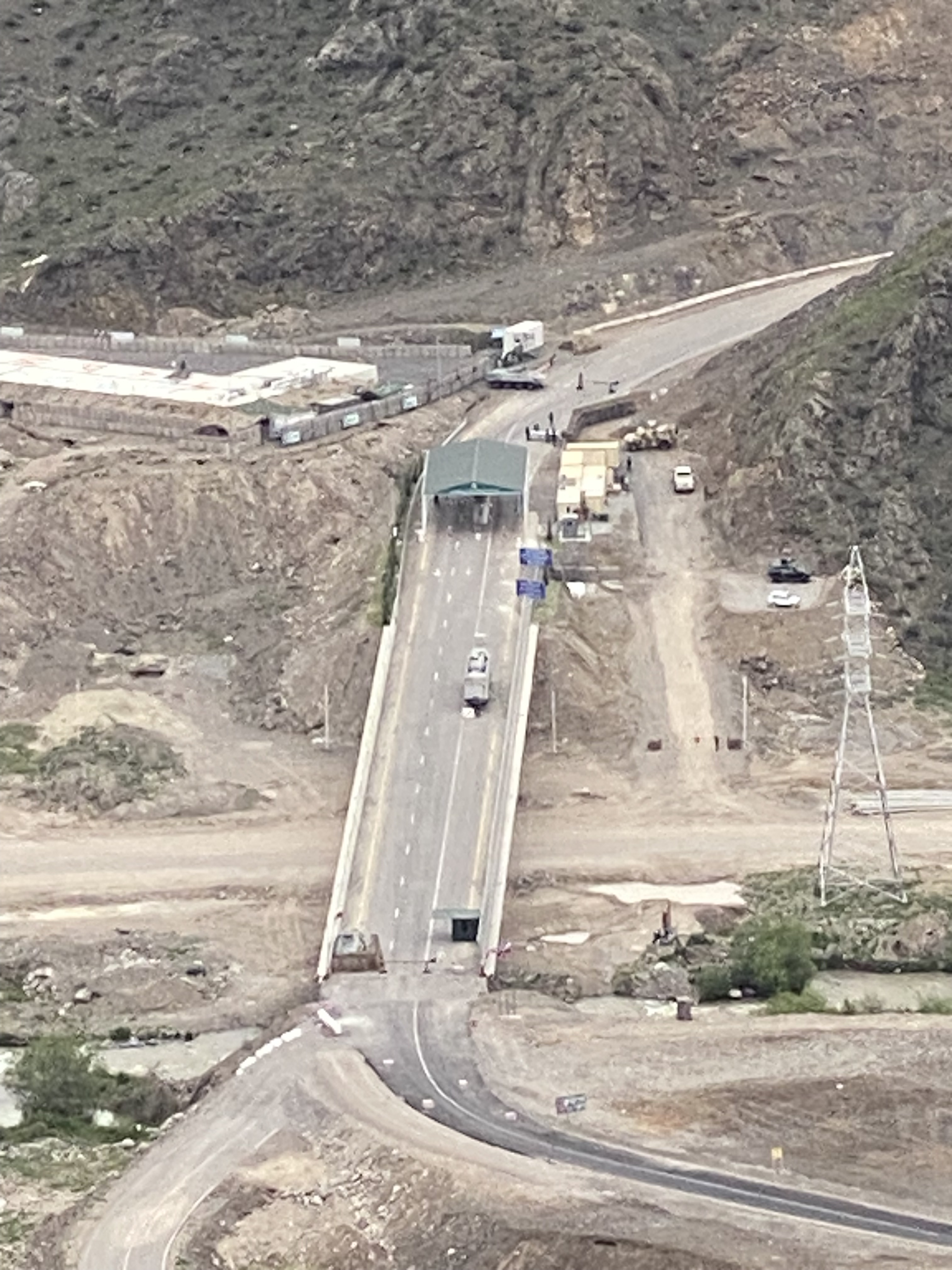
Poste de contrôle azerbaïdjanais d'Hakari bloquant le corridor de Latchine.

Le matin du 12 décembre 2022, à 10 h 30, un groupe d'Azerbaïdjanais qui se présente comme militants écologistes bloque la seule route reliant l'Arménie au Haut-Karabagh dans le secteur de la ville de Chouchi. Au bout d'un certain temps, ces derniers installent des tentes au milieu de la route. Selon des sources azerbaïdjanaises, des organisations non gouvernementales environnementales sont à l'origine de cette action, dénonçant le fait de ne pas avoir pu se rendre dans les mines de Drombon et de Kashen au Haut-Karabagh la veille. Ils exigent une rencontre avec le commandant des forces de la paix russes, Andreï Volkov.
Le 13 décembre, le député azerbaïdjanais Rasim Musabayov annonce que, si les militants ne sont pas autorisés à entrer dans les mines du Haut-Karabagh, l'Azerbaïdjan pourrait détruire la mine de Kashen avec une frappe à la roquette.
Dans la soirée du 13 décembre, l'Azerbaïdjan déplace des troupes militaires et des forces de police vers le tronçon fermé de la route.
Le 23 avril 2023, soit la veille du jour où tous les Arméniens commémorent le génocide (souvenir des premières arrestations d'Arméniens ayant commencé à Constantinople le 24 avril 1915) les forces armées de Bakou prennent le contrôle du pont de Hakari assurant la jonction physique entre l’Arménie et le corridor de Latchine, et y installe un poste de contrôle militaire. Ce verrouillage du corridor sur son côté Ouest complète le blocage dudit couloir déjà opéré côté Est au niveau de la ville de Chouchi. Bakou met en place ce poste de contrôle en prétextant que cette voie serait utilisée pour de la contrebande de marchandises et d'armes.
Avançant pas à pas, le président azerbaïdjanais Ilham Aliyev cherche à rendre la situation des Artsakhiotes de plus en plus intenable dans le but affiché qu'ils quittent ce territoire, ce qui lui permettrait d'en prendre totalement le contrôle. Le président Aliyev déclare dans plusieurs interviews que le corridor de Latchine est grand ouvert pour ceux qui souhaitent quitter le Haut-Karabagh,.

## Inaction des forces de maintien de la paix russes
Lors de l'accord trilatéral qui met fin à la guerre de 2020, les forces russes sont mandatées pour le maintien de la paix, avec pour principales missions de s'interposer le long de la ligne de front et de garantir la libre circulation dans le corridor de Latchine, seul lien entre le Haut-Karabagh et le monde extérieur, via l'Arménie. Lors de l'installation du poste de contrôle militaire azerbaïdjanais bloquant le corridor de Latchine en avril 2023, les forces russes ne réagissent pas. De fait, elles n'accomplissent pas la mission pour laquelle elles sont mandatées, ce qui attire des critiques à l'international,. De même en juillet 2023, les forces russes refusent d'escorter le long du corridor les camions contenant 400 tonnes d'aide humanitaire d'urgence. La diplomatie russe semble se contenter d'appels à lever le blocus, par la voix de Sergueï Lavrov, ministre des Affaires étrangères, ou par celle de ses porte-paroles.
De nombreux gouvernements, organisations internationales et ONG critiquent l'inaction des forces de maintien de la paix russes, certains proposant de les remplacer par des casques bleus de l'ONU ou par des forces de l'OSCE,,,,.
D'après l'ONG International Crisis Group, le contingent de forces russes (2000 soldats) est insuffisant pour accomplir les missions qui lui sont assignées. Certains analystes font le lien avec l'enlisement russe en Ukraine, la Russie se trouvant affaiblie militairement, ou encore avec les intérêts économiques de la Russie en Azerbaïdjan, notamment dans le gaz naturel,. D'après d'autres, le gouvernement azerbaïdjanais a refusé de clarifier dès le départ le rôle des forces russes, ce qui contribue à leur impuissance,.
Enfin, certains y voient une conséquence du désengagement de plus en plus évident de la Russie vis à vis de l'Arménie,. Malgré l'appartenance des deux pays à l'Organisation du traité de sécurité collective (OTSC), la Russie n'est pas intervenue en 2021 lorsque l'Azerbaïdjan a poussé son avantage et occupé quelques kilomètres carrés du territoire arménien, ou en 2022 quand l'Azerbaïdjan a attaqué des postes frontières arméniens faisant plusieurs centaines de morts dans les deux camps. L'annonce en septembre 2023, d'exercices militaires conjoints entre l'Arménie et les États-Unis, une première entre ces 2 pays, semble marquer une étape décisive dans cet éloignement avec la Russie.

## Crise humanitaire

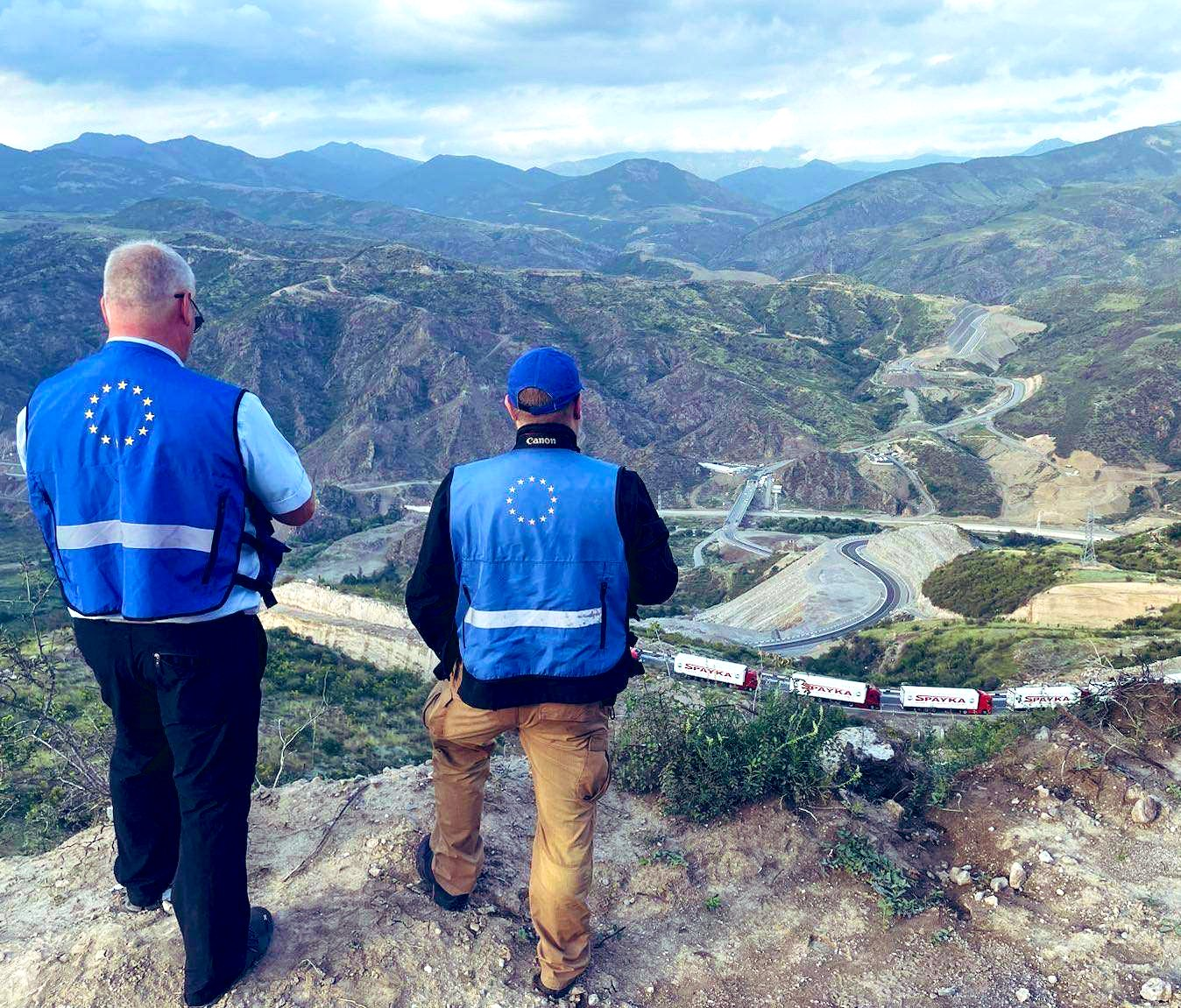
Observateurs de l'Union Européenne surplombant depuis la frontière arménienne des camions d'aide humanitaire bloqués dans le corridor de Latchine.

Le ministère de la Santé du Haut-Karabagh indique en qu'en raison du blocage de la route reliant le Haut-Karabagh à l'Arménie par l'Azerbaïdjan, le transfert des citoyens du Haut-Karabagh ayant de graves problèmes de santé vers Erevan est impossible. Selon le défenseur des droits humains du Haut-Karabagh, cette fermeture laisse sur les routes dans des conditions hivernales froides 1100 personnes, dont 270 enfants. Le siège de l'information du Haut-Karabagh rapporte quant à lui que les communautés de Mets Shen, Hinshen, Eghtsahogh et Lisagor de la province de Chouchi sont encerclées, et qu'il est impossible de les ravitailler en nourriture, notamment en pain et en farine, et en autres produits de première nécessité.
Dans la soirée du 13 décembre 2022, le siège de l'information du Haut-Karabagh signale que l'Azerbaïdjan a interrompu l'approvisionnement en gaz du Haut-Karabagh depuis l'Arménie. Le ministre d'État du Haut-Karabagh annonce qu'à partir du 14 décembre, afin d'économiser du carburant, les établissements d'enseignement du Haut-Karabagh chauffés au gaz sont fermés. Le gaz est rétablie le 16 décembre.
Plus les mois défilent et plus l'approvisionnement en nourriture est difficile. Pendant l'été 2023, les habitants se nourrissent principalement avec les récoltes des potagers et vergers, tous les magasins étant vides. Ceci fait craindre une grave crise humanitaire à l'automne, lorsque cette nourriture d'origine locale ne sera plus disponible et que les températures baisseront jusqu'à l'arrivée de la neige,,.
À partir du mois de juin 2023, plus aucun véhicule ne circule à cause de la pénurie d'essence. Toutes les écoles sont fermées. Les hôpitaux et maternités sont en rupture de médicaments et produits divers. Les malades chroniques ne peuvent plus se soigner et les fausses couches se multiplient,,.

Épiceries vides à Stepanakert pendant le blocus
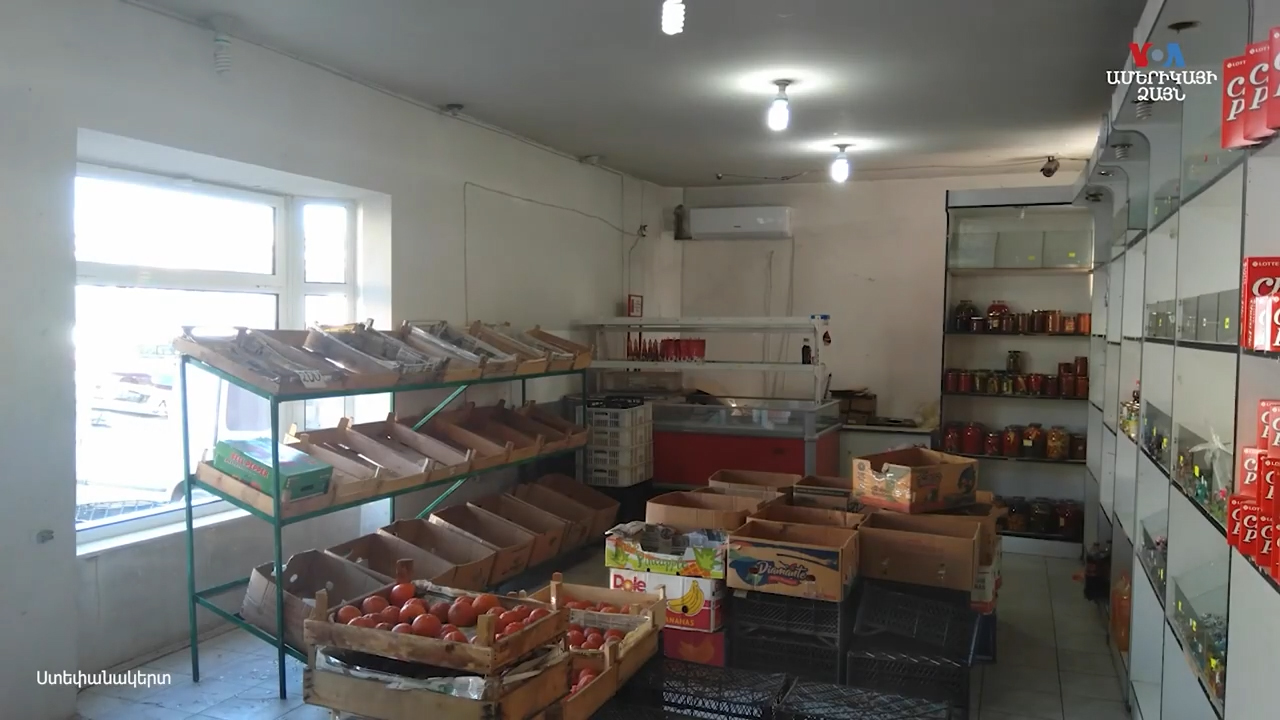
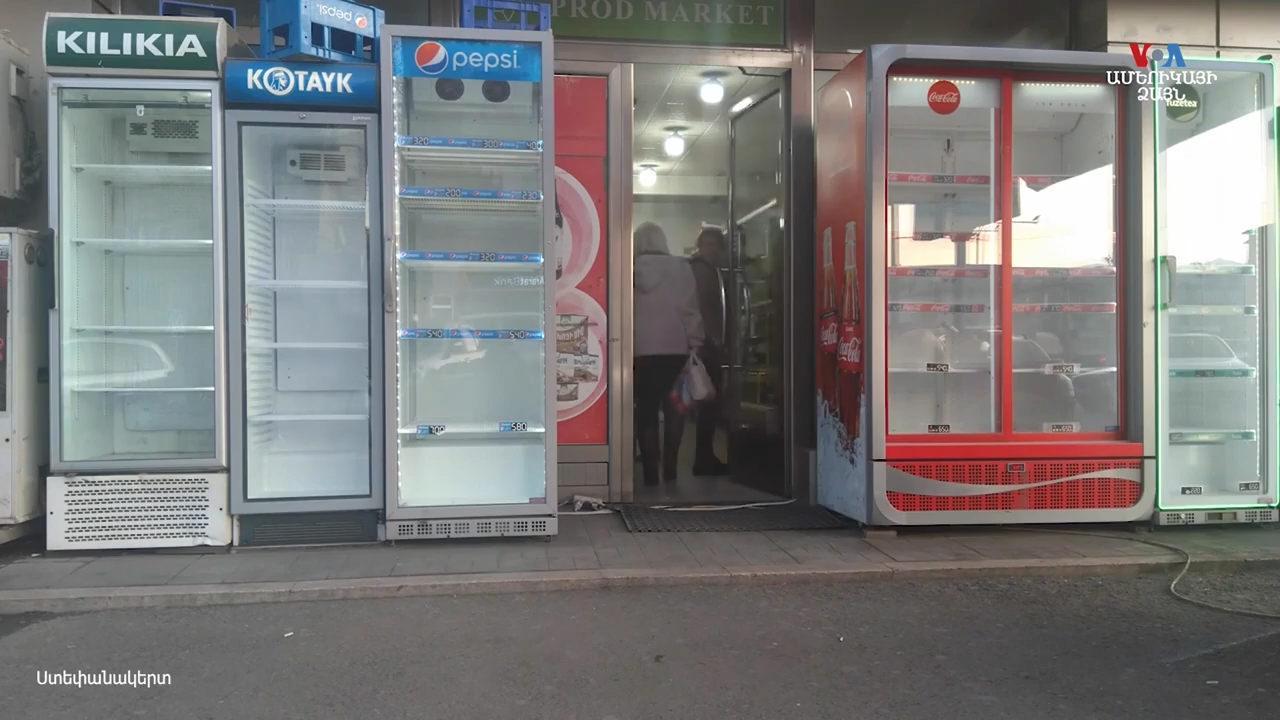
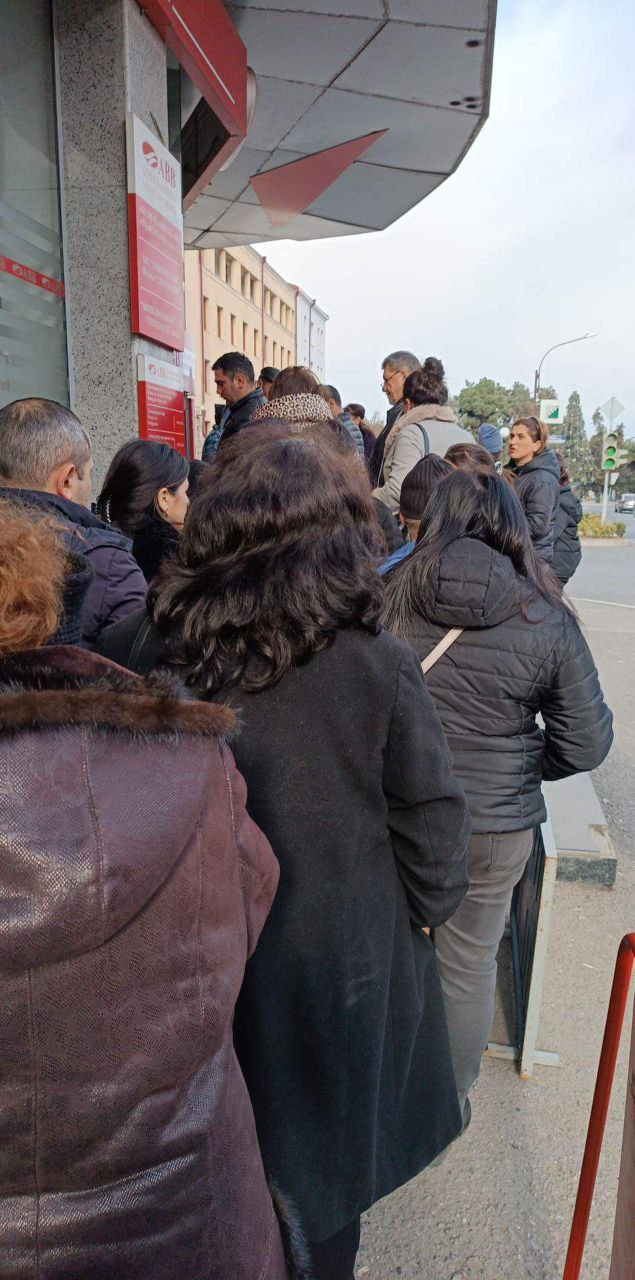
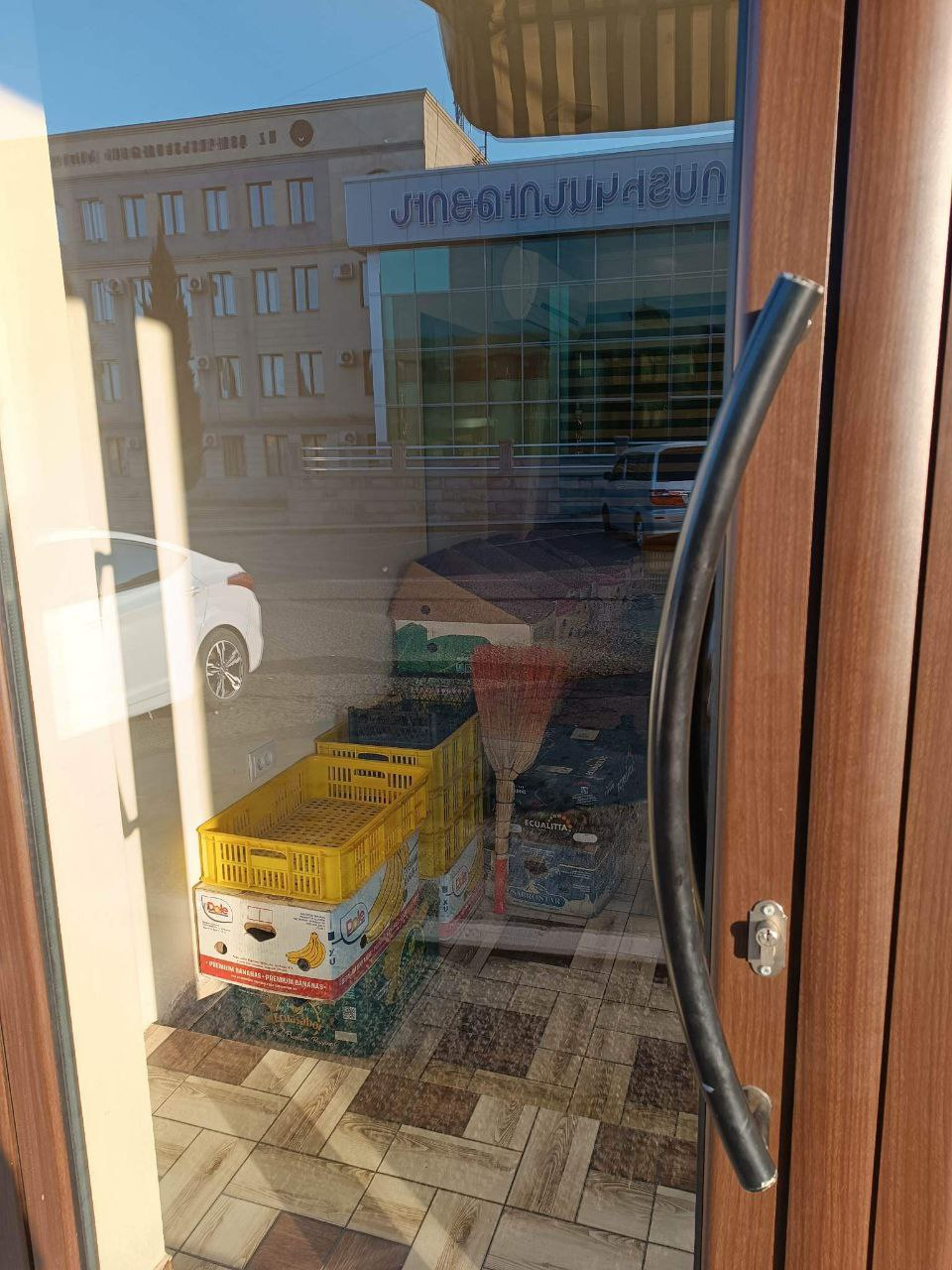
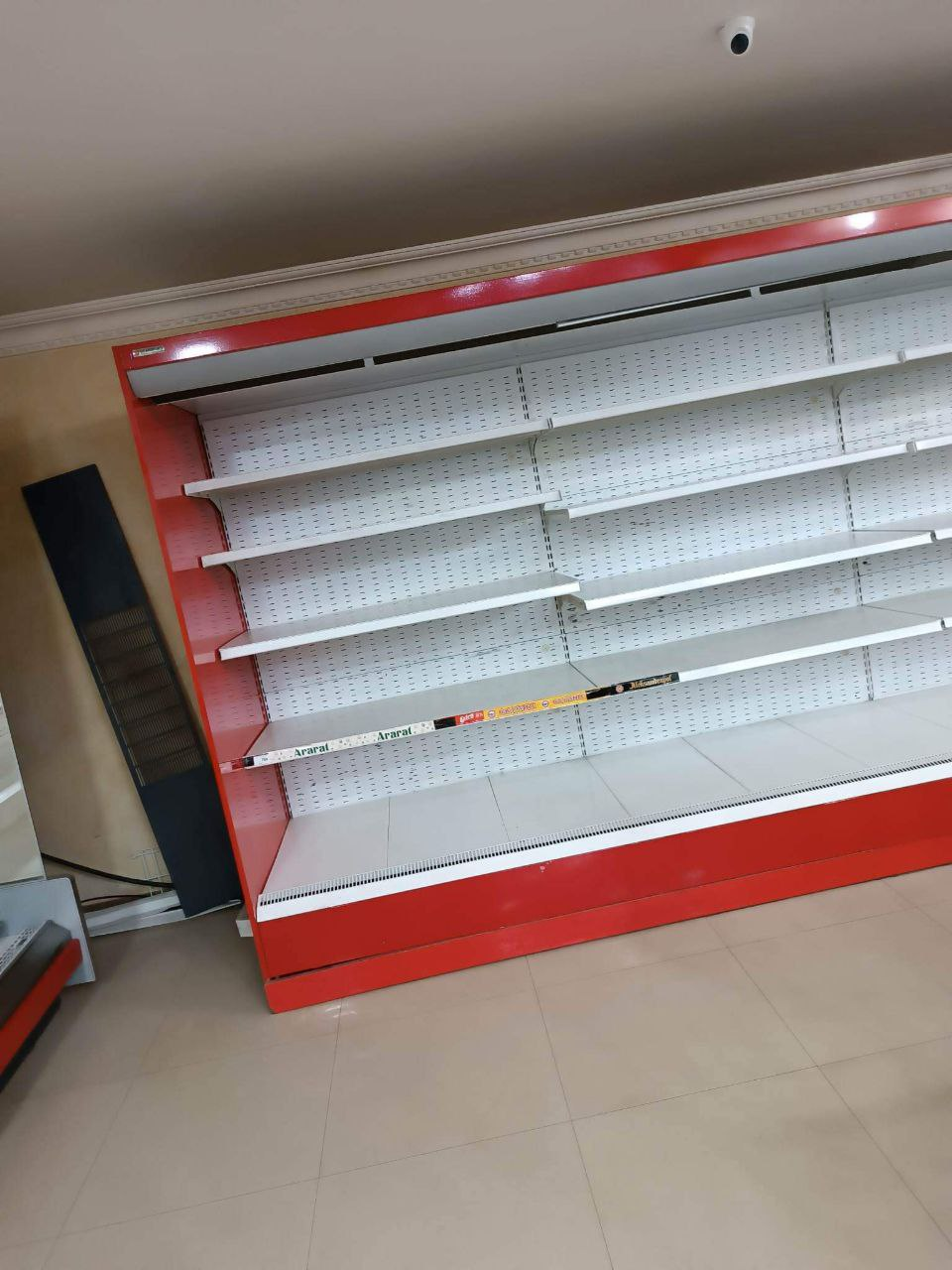
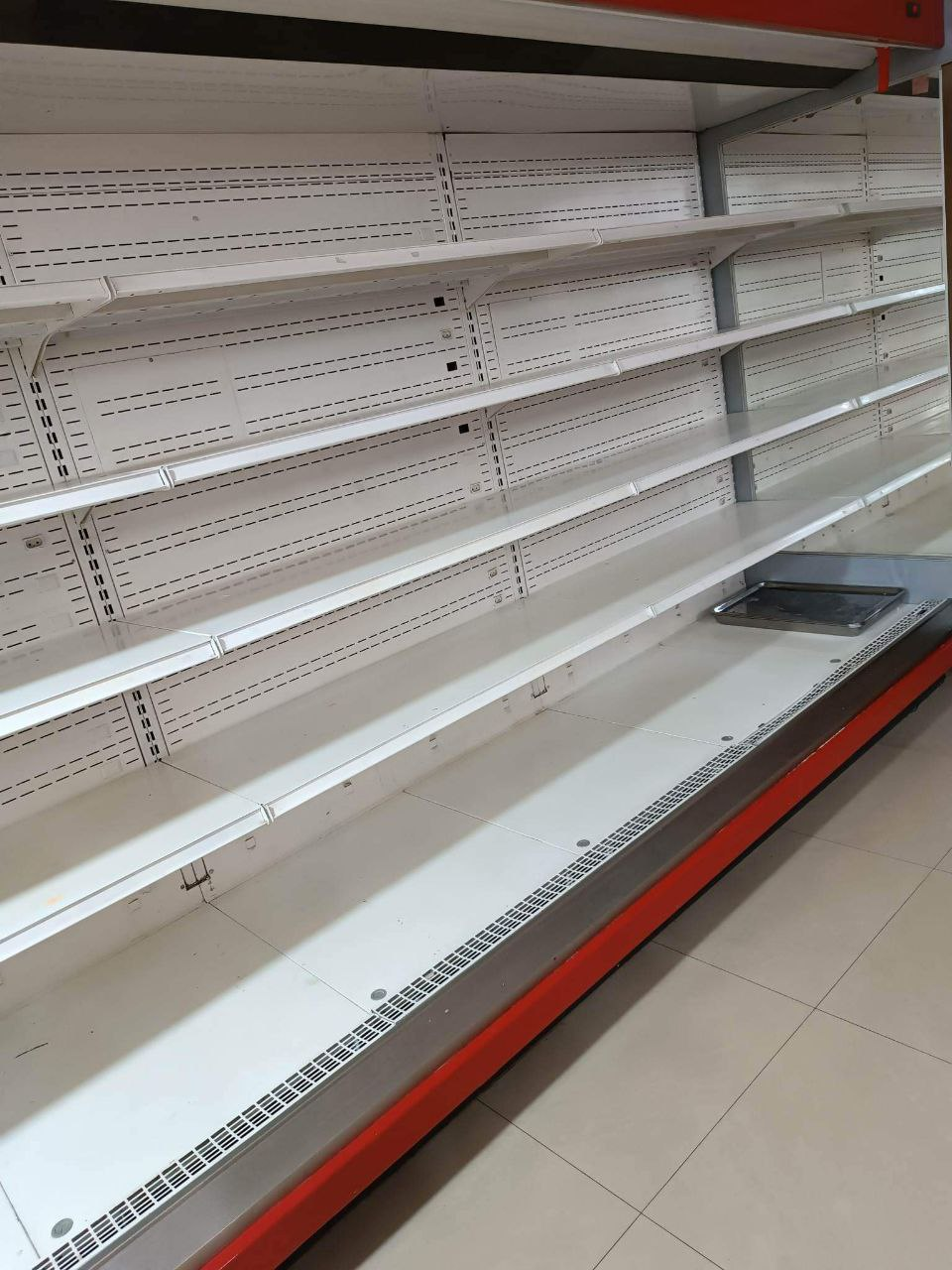
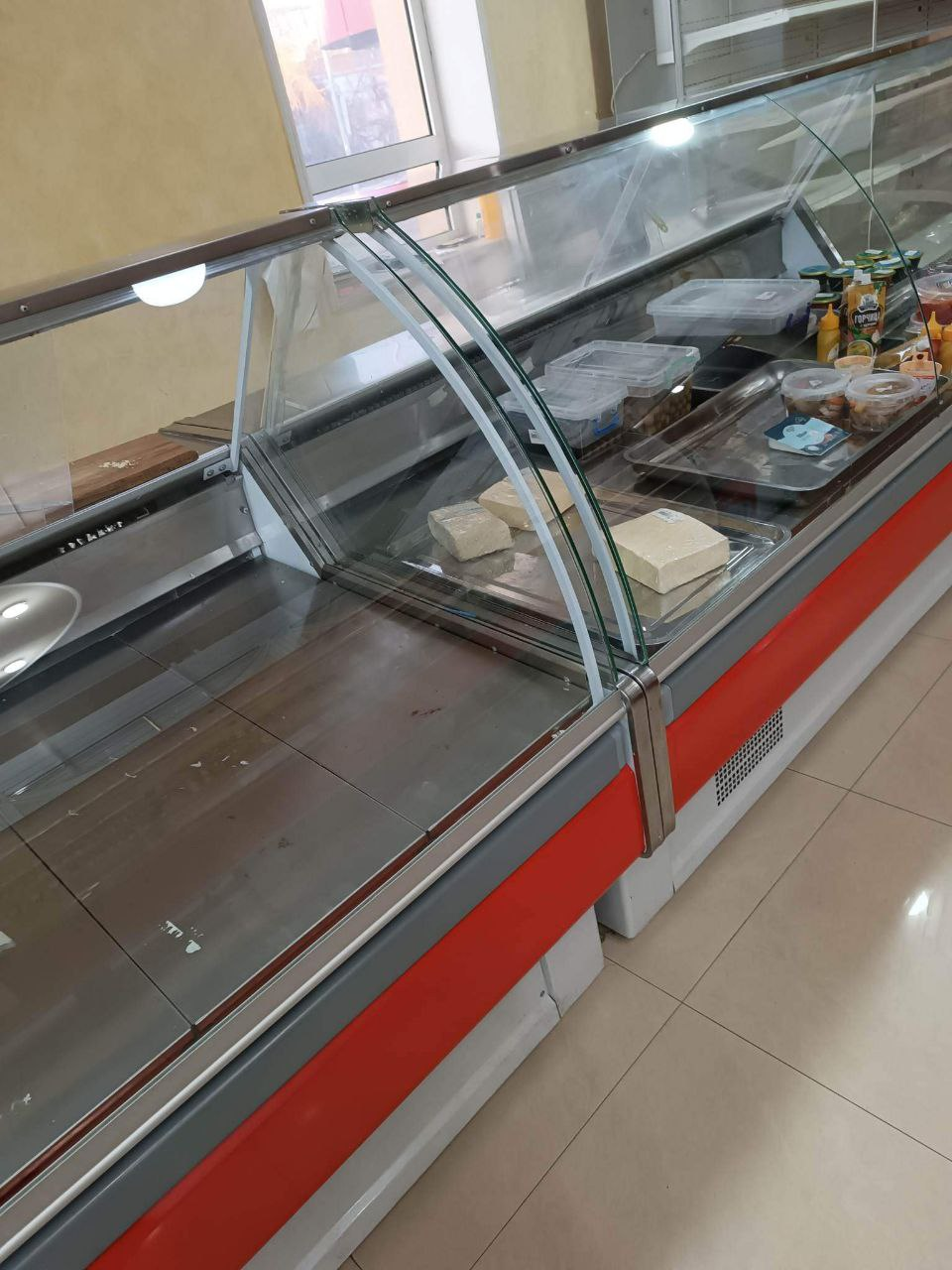
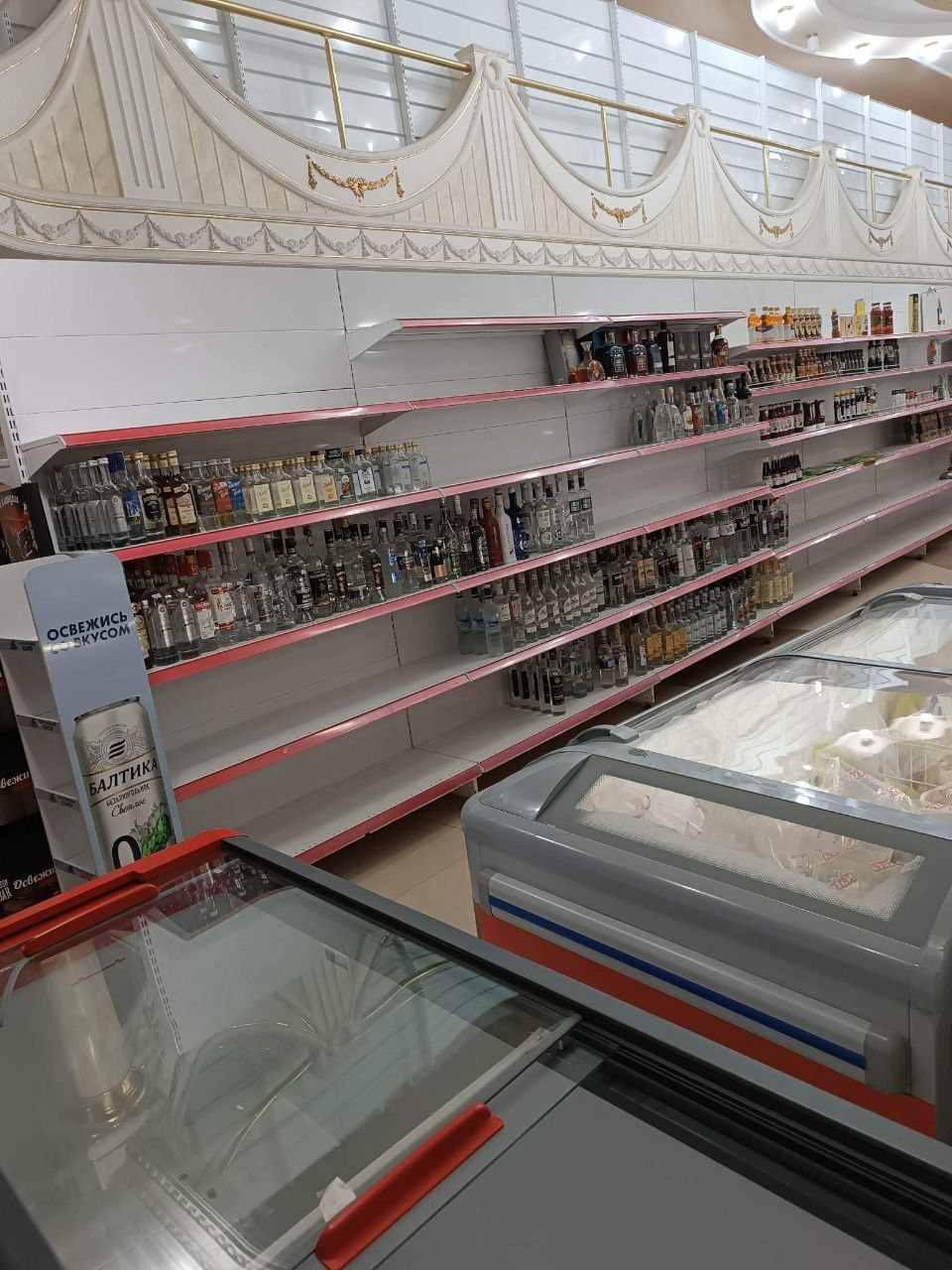
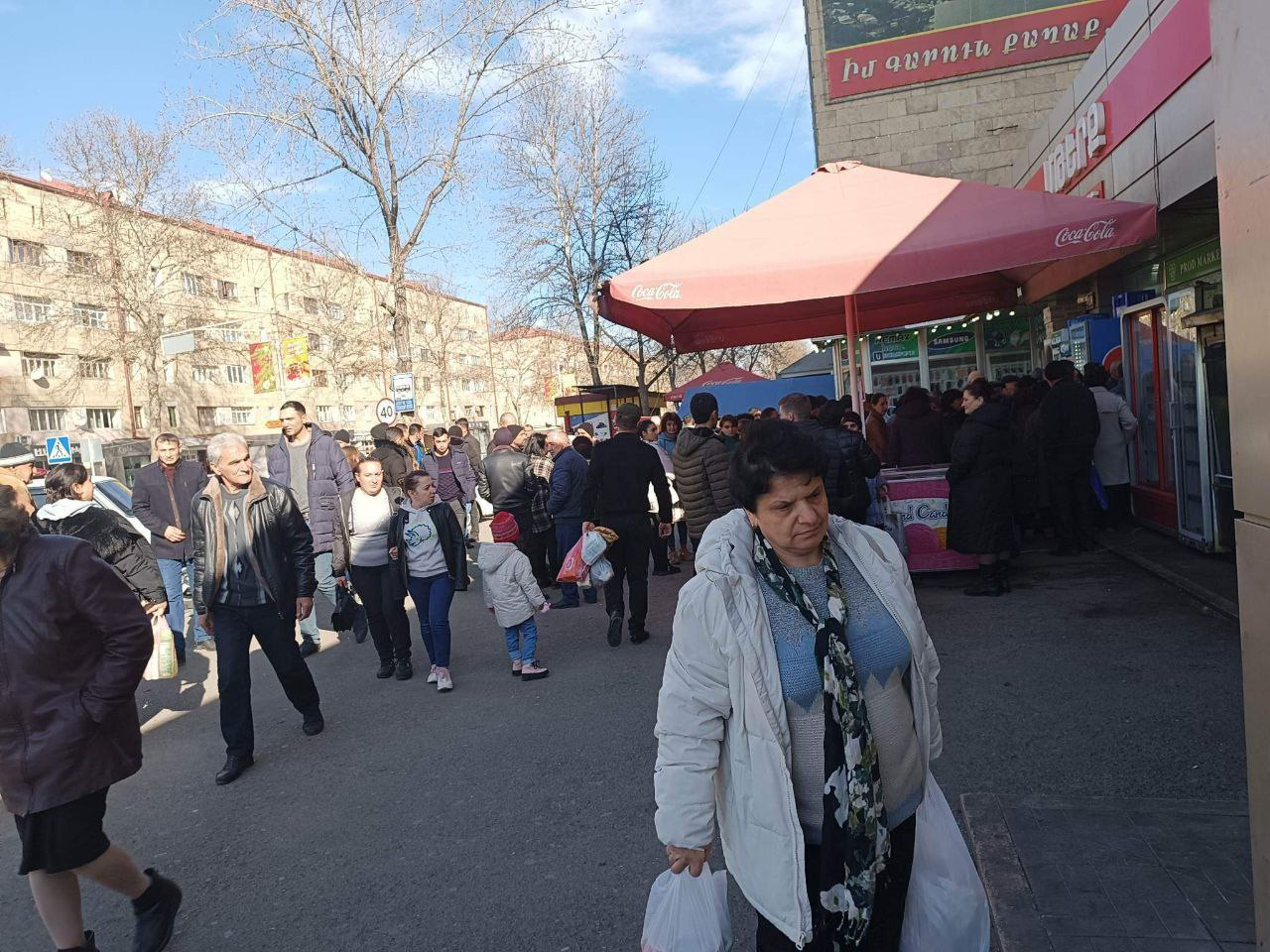
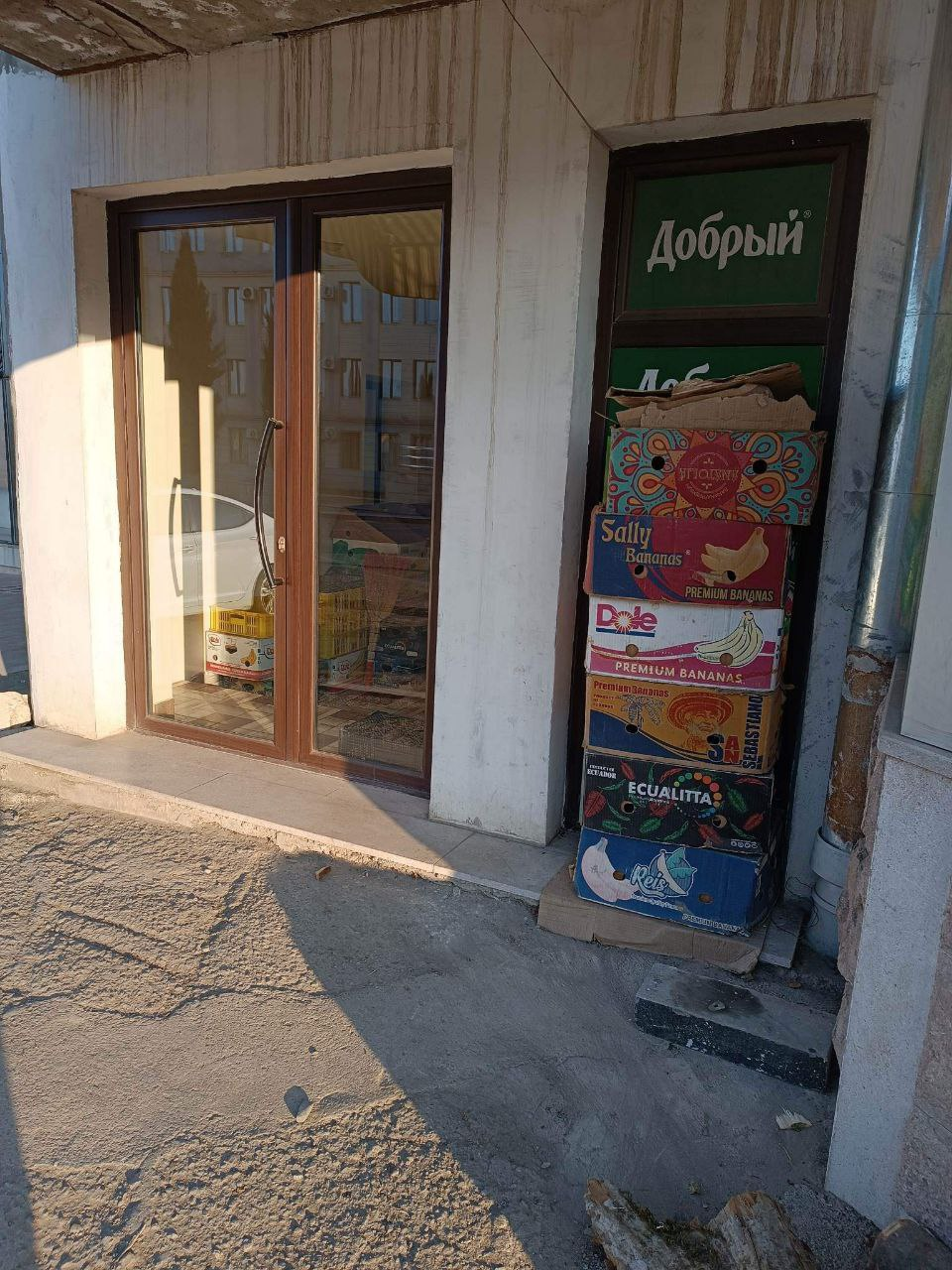

## Qualification de génocide
Le 18 août 2023, le Lemkin Institute émet une alerte de génocide pour la situation au Haut-Karabagh, 3 jours après qu'un premier habitant soit mort de faim. L'ONG Genocide Watch dénonce la perte de centaines de soldats dans des tirs et bombardements frontaliers depuis le début du blocus, et le déplacement forcé des populations civiles par l'armée azerbaïdjanaise. D'après elle le but de ces « agressions injustifiées » est « génocidaire ».
En août 2023, l'expert des Nations unies sur le génocide, Juan Méndez, alerte sur « les risques de génocide au Haut-Karabakh ».
L’ancien procureur général de la Cour pénale internationale, Luis Moreno Ocampo qualifie les évènements en cours de génocide, dans un rapport détaillé publié à l'été 2023. L'historien spécialiste des génocides, Vincent Duclert, estime les faits recensés dans le rapport d'Ocampo de « indubitables ». Par ailleurs, il précise qu'au regard de l'article 2 de la convention pour la prévention et la répression du crime de génocide de l'ONU le fait d'affamer volontairement une population est constitutif d'un crime de génocide. Enfin, Duclert estime que la seconde guerre du Haut-Karabagh en 2020 et le blocus de 2023 ne sont que le prolongement du génocide arménien de 1915, la négation du génocide étant une doctrine d'État en Azerbaïdjan comme en Turquie et la volonté de le parachever manifeste.

## Réactions internationales

### États et institutions
- Arménie : Le ministère arménien des Affaires étrangères a déclaré que les actions provocatrices de l'Azerbaïdjan pourraient conduire à une catastrophe humanitaire à grande échelle[46].
- États-Unis : Le porte-parole du département d'État des États-Unis, Ned Price (en), déclare que la fermeture du corridor avait de graves conséquences humanitaires et appelle l'Azerbaïdjan à rétablir la libre circulation dans le corridor de Latchine[47]. De son côté, l'administratrice de l'Agence des États-Unis pour le développement international (USAID), Samantha Power, appelle l'Azerbaïdjan à rouvrir le corridor de Lachine « immédiatement », considéré comme une « voie essentielle pour l'acheminement des vivres et des fournitures médicales indispensables »[48]. Le 10 février 2023, Antony Blinken, ministre des Affaires étrangères, demande « un rétablissement immédiat de la libre circulation le long du corridor de Latchine »[49].
- France : 11 jours après le début du blocus, Emmanuel Macron, au cours d'un entretien téléphonique avec Ilham Aliyev, appelle son homologue à permettre la libre circulation le long du corridor de Latchine[50],[51]. Le 10 février 2023, Catherine Colonna, ministre des Affaires étrangères, demande la « levée immédiate » du blocus[49]. Le 4 octobre 2023, Laurence Boone, secrétaire d'État chargée de l'Europe, qualifie le blocus de « nettoyage ethnique » et de « crime »[52].
- Chypre : Appelle l'Azerbaïdjan à lever le blocus et à rétablir l'approvisionnement en gaz[53].
- Grèce : Le ministère des Affaires étrangères grec appelle les autorités azerbaïdjanaises à assurer la liberté de circulation dans les deux directions à travers le corridor sans aucune condition préalable[54].
- Espagne : Le Congrès des députés espagnol adopte à l'unanimité une résolution appelant les autorités azerbaïdjanaises à assurer la protection et la liberté de circulation à travers le corridor et condamne le blocage de ce dernier, qui pourrait causer une crise humanitaire importante[55].
- Vatican : Le pape François se dit « préoccupé » et « appelle toutes les parties concernées à s’engager à trouver des solutions pacifiques pour le bien de la population »[56].
- Uruguay : Le Sénat vote une motion qui condamne l'Azerbaïdjan et appelle à la réouverture du corridor[57].
- Union européenne : Le Parlement européen a adopté une résolution sur la violation des droits humains au Haut-Karabagh. Le parlement demande la levée du blocus, la mise en place d'une enquête humanitaire de l'ONU ou de l'OSCE et dénoncent l'inaction des forces russes de maintien de la paix[58].
- Nations unies : Tous les membres du Conseil de sécurité qui s'expriment appellent à la levée immédiate du blocus lorsque la question est inscrite à l'ordre du jour en décembre 2023. Toutefois aucune résolution n'a été adoptée[59]. En août 2023, des experts en droits de l'homme auprès des Nations unies qualifient la situation d'« urgence humanitaire » et appellent les forces de maintien de la paix russes à protéger le corridor de Latchine comme définit dans l'accord de paix de 2020[60].
- Conseil de l'Europe : Au cours de l'année 2023, il appelle à plusieurs reprises le gouvernement azerbaïdjanais à lever le blocus[61],[62]. En juin 2023 le conseil se dit « extrêmement inquiet de la rhétorique hostile et menaçante à l'encontre des Arméniens, utilisée au plus haut niveau du gouvernement azerbaïdjanais » et « exhorte l'Azerbaïdjan a répudié une telle rhétorique et à prendre les mesures nécessaires pour empêcher les discours de haine et les crimes de haine »[62]. Le conseil précise que « la paix n'est pas seulement l'absence de guerre. La paix consiste à se sentir libre et en sécurité dans une société qui offre la possibilité d'aller vers le bonheur, le développement et l'accomplissement personnel. Jusqu'à aujourd'hui, l'Azerbaïdjan n'a pas démontré qu'il était prêt à garantir une telle liberté et sécurité aux citoyens Arméniens vivant sur son sol et sous ses lois »[62].
- Cour internationale de justice : Le 22 février 2023 la CIJ ordonne à l’Azerbaïdjan d’« assurer la circulation sans entraves des personnes, des véhicules et des marchandises le long du corridor de Latchine ». La présidente, Joan Donoghue, estime que le blocus pourrait causer « un préjudice irréparable »[63].

### Conseil de sécurité des Nations unies du20 décembre 2022
Lors du Conseil de sécurité des Nations unies du 20 décembre 2022, la question du blocus est évoquée :
- France : Par la voix de son ambassadrice Nathalie Broadhurst, la France dénonce la fermeture du corridor comme « inacceptable » et « appelle au rétablissement sans conditions de la circulation le long du corridor et des approvisionnements au Haut-Karabagh, dans le respect des droits des populations qui y résident »[64],[65].
- Royaume-Uni : L'ambassadeur britannique James Kariuki demande la réouverture du corridor[66].
- Irlande : L'ambassadeur Martin Gallagher demande à l'Azerbaïdjan de lever son blocus pour éviter une crise humanitaire et appelle à la reprise des négociations, notamment avec l'aide de l'Union européenne et dans le cadre du Groupe de Minsk[67].
- Inde : L'ambassadeur Raguttahalli Ravindra fait part de son inquiétude et appelle au rétablissement de la liberté de circulation afin d'éviter une crise humanitaire[68].
- Brésil : L'ambassadeur Ronaldo Costa Filho fait part de l'inquiétude de son pays vis-à-vis du blocus car il met en danger le processus de paix, et appelle au dialogue et à la désescalade[69].
- Norvège : L'ambassadrice Mona Juul appelle à la réouverture du corridor pour éviter une catastrophe humanitaire[70].
- Chine : L'ambassadeur Geng Shuang fait part de l'inquiétude de la Chine, demande la réouverture du corridor et appelle au dialogue[71].
- Russie : L'ambassadrice Anna Evtigneeva rappelle le rôle de médiateur de la Russie dans la résolution de la crise, assure des efforts mis en œuvre par son pays et espère la réouverture prochaine du corridor[72].

### ONG
- Human Rights Watch : L'ONG demande aux autorités azerbaïdjanaises et russes de rétablir la libre-circulation et l'approvisionnement des habitants du Nagorno-Karabakh[3].
- Genocide Watch : L'ONG publie une alerte de génocide dès le début du blocus en septembre 2022 et estime que l'Azerbaïdjan attaque le territoire « souverain » de la république du Haut-Karabagh dans le but d'y « éradiquer » toute présence arménienne. Elle recommande des sanctions internationales sur les exportations de pétrole et de gaz de l'Azerbaïdjan ainsi que l'arrêt immédiat des ventes d'armes au pays, notamment de la part d'Israël, du Canada et des États-Unis[42].
- Amnesty International : En février 2023, l'ONG publie un rapport soulignant que « des milliers de vies » seraient « en péril ». Elle renvoie la Russie et l'Azerbaïdjan à leurs responsabilités, notamment en regard de l'accord de paix de novembre 2020 garantissant la libre circulation le long du corridor de Latchine[63].

### Personnalités
- Le 23 décembre 2022, 200 personnalités françaises du monde des arts et du spectacle appellent dans une tribune de la rubrique en ligne FigaroVox à sauver les Arméniens de l'Artsakh sous blocus[73].
- Le 9 octobre 2023, à l'initiative de Daniel Salvatore Schiffer 50 intellectuels européens signent un « appel au soutien de l’Arménie et de l’Artsakh ». Les signataires condamnent « l'agression et le nettoyage ethnique » opérés par « deux régimes dictatoriaux et totalitaires » que sont l'Azerbaïdjan d'Aliev et la Turquie d'Erdogan. Ils déplorent également l'indifférence générale de la communauté internationale[74].
- Le journaliste et analyste britannique Thomas de Waal, spécialiste du Caucase du Sud, déclare que les soi-disant activistes environnementaux « ont été de façon évidente envoyés par le gouvernement azerbaïdjanais » et sont « similaires aux petits hommes verts utilisés par la Russie » lors de l'annexion de la Crimée[75]. De plus selon lui « Aliev se sent en position de force après sa victoire de 2020 » et ne cherche aucun compromis. Ajoutant qu'« Aliev utilise à la fois la diplomatie et la force pour atteindre ses objectifs vis-à-vis des Arméniens »[15].

- La chanteuse arménienne Rosa Linn a dénoncé le blocus lors d'un concert au Kia Forum de Los Angeles[76].
- Le musicien américain Serj Tankian, fondateur du groupe System of a Down, dénonce le blocus qu'il considère « illégal » et accuse l'Azerbaïdjan de « génocide »[77]. En août 2023 il écrit une lettre ouverte au groupe Imagine Dragons et initie une pétition en ligne plaidant pour l'annulation du concert que le groupe doit donner à Bakou le mois suivant, ceci, juge-t-il, afin de ne pas « blanchir » la dictature azerbaidjanaise[78].